# Vanessa madegassorum
Vanessa madegassorum is een vlinder uit de familie van de Nymphalidae. De wetenschappelijke naam van de soort is als Hypanartia hippomene var. madegassorum voorgesteld door Per Olof Christopher Aurivillius in een publicatie uit 1899.
Deze soort komt voor in Madagaskar.